# Rudolf Wedra
Rudolf Wedra (21. března 1863 Litovel – 14. března 1932 Hanftal) byl rakouský politik, na počátku 20. století poslanec Říšské rady, v poválečném období poslanec rakouské Národní rady.

## Biografie
Vychodil národní školu a nižší reálnou školu. Absolvoval učitelský ústav. Působil jako nadučitel a majitel statku. Byl obchodníkem s vínem v Eibesthalu. Publikoval spisy na živnostenská, zemědělská a politická témata. Angažoval se v politice jako člen německých politických stran. Byl členem obecní rady v Eibesthalu.
Na počátku 20. století se zapojil i do celostátní politiky. Ve volbách do Říšské rady roku 1911 získal mandát v Říšské radě (celostátní zákonodárný sbor) za obvod Dolní Rakousy 38. Usedl do poslanecké frakce Německý národní svaz, do které se sloučily německé konzervativně-liberální a nacionální politické proudy. Ve vídeňském parlamentu setrval až do zániku monarchie. K roku 1911 se profesně uvádí jako nadučitel na penzi a obchodník s vínem.
V letech 1918–1919 zasedal jako poslanec Provizorního národního shromáždění Německého Rakouska (Provisorische Nationalversammlung), nyní za Německou nacionální stranu (DnP). Od 4. března 1919 do 9. listopadu 1920 byl poslancem Ústavodárného národního shromáždění Rakouska za Velkoněmeckou nacionální stranu (GdP).